# Peggy Porschen
Peggy Porschen (* 1976 in Düren) ist eine deutsche Konditorin, Bäckerin und Autorin in London. Sie wird als „Bäckerin der Stars“ bezeichnet, da sie bereits Elton John, Gwyneth Paltrow, Rowan Atkinson, Stella McCartney u. a. mit Torten und Gebäck belieferte.
Porschen wuchs in Merzenich auf. Nach dem Abitur am Gymnasium St. Angela in Düren 1995 arbeitete sie zwei Jahre als Stewardess. 1998 besuchte sie die Kochschule Le Cordon Bleu in England und spezialisierte sich dort auf französische Pâtisserie. Sie schloss die Ausbildung 1999 mit dem Grand Diploma of Cuisine & Patisserie ab. 
Nachdem sie für namhafte Caterer tätig gewesen war, gründete sie 2003 ihr eigenes Unternehmen, Peggy Porschen Cakes. Mit ihrem Lebensgefährten, Bryn Morrow, führt sie ihre eigene Konditorei im Londoner Stadtteil Belgravia. Neben Torten und Kuchen produziert sie Plätzchen und Kekse. 
Darüber hinaus trat Porschen in Johannes B. Kerners Kochshow im Zweiten Deutschen Fernsehen auf, verfasste Bücher über ihre Arbeit und bildet Konditorennachwuchs aus. 

## Bücher
- Peggy Porschen's pretty party cakes
- Meine schönsten Torten und Cookies